# Vers, Lot
Vers är en kommun i departementet Lot i regionen Occitanien i södra Frankrike. Kommunen ligger i kantonen Saint-Géry som tillhör arrondissementet Cahors. År 2018 hade Vers 447 invånare.

## Befolkningsutveckling
Antalet invånare i kommunen Vers
| Referens: INSEE |